# Амелия-Родригис
Амелия-Родригис (порт. Amélia Rodrigues)  —  муниципалитет в Бразилии, входит в штат Баия. Составная часть мезорегиона Агломерация Салвадор. Входит в экономико-статистический микрорегион Кату. Население составляет 25 122 человека на 2006 год. Занимает площадь 124,075 км². Плотность населения — 202,5 чел./км².

## История
Город основан 20 октября 1961 года.

## Статистика
- Валовой внутренний продукт на 2003 год составляет 68 989 178,00 реалов (данные: Бразильский институт географии и статистики).
- Валовой внутренний продукт на душу населения на 2003 год составляет 2796,71 реалов (данные: Бразильский институт географии и статистики).
- Индекс развития человеческого потенциала на 2000 год составляет 0,695 (данные: Программа развития ООН).